# Llista de gratacels del Barcelonès
Aquesta és una llista de gratacels del Barcelonès (Badalona, Barcelona, l'Hospitalet de Llobregat, Santa Adrià de Besòs i Santa Coloma de Gramenet), ordenada per metres d'alçada. Els dos més alts són l'Hotel Arts i la Torre Mapfre, de 154 m cadascun.

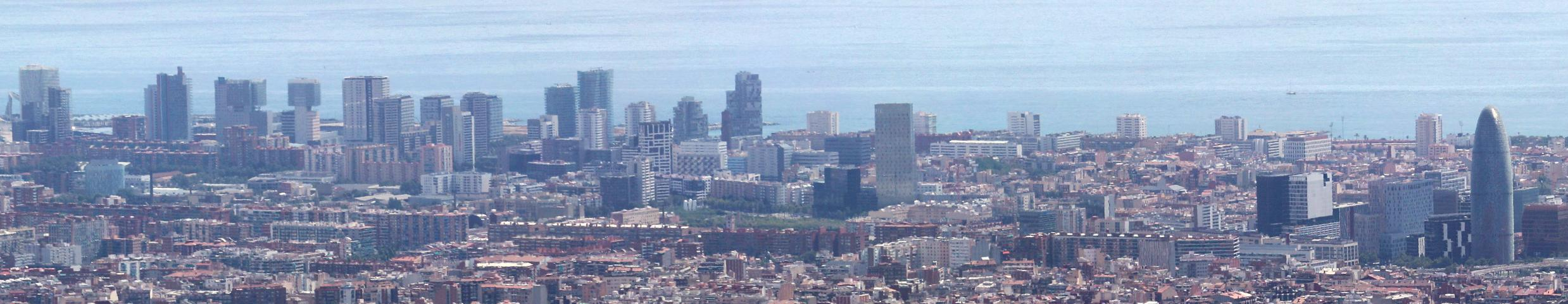
Gratacels de la zona del final de l'avinguda Diagonal a Barcelona

| Posició | Edifici                                  | Imatge | Alçada | Pisos | Any d'acabament | Ús                     | Municipi i districte              |
| 1       | Hotel Arts                               |        | 154    | 44    | 1992            | Hotel i oci            | Barcelona Ciutat Vella            |
| 1       | Torre Mapfre                             |        | 154    | 40    | 1992            | Oficines               | Barcelona Sant Martí              |
| 3       | Torre Glòries (Torre Agbar)              |        | 144    | 33    | 2004            | Oficines               | Barcelona Sant Martí              |
| 4       | Hotel Sky                                |        | 115    | 31    | 2008            | Hotel                  | Barcelona Sant Martí              |
| 5       | Hotel Porta Fira                         |        | 113    | 26    | 2010            | Hotel                  | L'Hospitalet Granvia l'Hospitalet |
| 6       | Torre Realia BCN                         |        | 112    | 24    | 2010            | Oficines               | L'Hospitalet Granvia l'Hospitalet |
| 7       | Edifici Colon                            |        | 110    | 28    | 1970            | Oficines               | Barcelona Ciutat Vella            |
| 7       | Diagonal ZeroZero                        |        | 110    | 25    | 2011            | Oficines               | Barcelona Sant Martí              |
| 9       | Hotel Princess Barcelona                 |        | 109    | 26    | 2004            | Hotel                  | Barcelona Sant Martí              |
| 9       | Torre Puig                               |        | 109    | 22    | 2014            | Oficines               | L'Hospitalet Bellvitge            |
| 11      | Hotel Hesperia Tower                     |        | 105    | 28    | 2006            | Hotel                  | L'Hospitalet Bellvitge            |
| 11      | Hotel Catalonia Fira                     |        | 105    | 25    | 2012            | Hotel                  | L'Hospitalet Granvia l'Hospitalet |
| 13      | Edifici Antares                          |        | 104    | 27    | 2022            | Residencial            | Barcelona Sant Martí              |
| 13      | Torre Inbisa                             |        | 104    | 25    | 2008            | Oficines               | L'Hospitalet Granvia l'Hospitalet |
| 13      | Torre Diagonal                           |        | 104    | 27    | 2016            | Oficines i Residencial | Barcelona Sant Martí              |
| 13      | Torre Werfen                             |        | 104    | 25    | 2009            | Oficines               | L'Hospitalet Granvia l'Hospitalet |
| 17      | W Barcelona (Hotel Vela)                 |        | 98,8   | 29    | 2009            | Hotel                  | Barcelona Ciutat Vella            |
| 18      | Illa del Mar 1                           |        | 90     | 29    | 2008            | Residencial            | Barcelona Sant Martí              |
| 18      | Torre Millenium                          |        | 90     | 22    | 2002            | Oficines               | Sabadell                          |
| 20      | Illa de la Llum 1                        |        | 88     | 26    | 2005            | Residencial            | Barcelona Sant Martí              |
| 21      | Consorci de la Zona Franca               |        | 87,88  | 22    | 2005            | Oficines               | Barcelona Sant Martí              |
| 22      | Hotel AC Barcelona                       |        | 87,75  | 22    | 2004            | Hotel                  | Barcelona Sant Martí              |
| 23      | Torre Nova Diagonal                      |        | 86     | 22    | 2007            | Residencial            | Barcelona Sant Martí              |
| 23      | Edifici Gas Natural (Torre Mare Nostrum) |        | 86     | 20    | 2005            | Oficines               | Barcelona Ciutat Vella            |
| 25      | Hilton Diagonal Mar                      |        | 85     | 25    | 2004            | Hotel                  | Barcelona Sant Martí              |
| 25      | Secretari Coloma, 114-118                |        | 85     | 23    | 1975            | Residencial            | Barcelona Gràcia                  |
| 25      | Torre La Caixa 1                         |        | 85     | 26    | 1974            | Oficines               | Barcelona Les Corts               |
| 28      | Hotel Melià Barcelona Sarrià             |        | 83     | 23    | 1972            | Hotel                  | Barcelona Les Corts               |
| 29      | Edifici Banc de Sabadell                 |        | 82,90  | 23    | 1969            | Oficines               | Barcelona L'Eixample              |
| 30      | Torre Godó                               |        | 82     | 24    | 1970            | Oficines               | Barcelona L'Eixample              |
| 31      | Torre Catalunya (Hotel Nobu)             |        | 80     | 28    | 1970            | Hotel                  | Barcelona Sants-Montjuïc          |
| 31      | Edifici Cúbics I                         |        | 80     | 26    | 2011            | Residencial            | Santa Coloma de Gramenet          |
| 33      | Edifici Tarragona                        |        | 78     | 22    | 1998            | Oficines               | Barcelona Sants-Montjuïc          |
| 34      | Torre Nuñez i Navarro                    |        | 77     | 20    | 1993            | Oficines               | Barcelona Sants-Montjuïc          |
| 35      | Illa del Mar 2                           |        | 76,8   | 23    | 2007            | Residencial            | Barcelona Sant Martí              |
| 36      | Torre Allianz                            |        | 74     | 20    | 1993            | Oficines               | Barcelona Sants-Montjuïc          |
| 36      | Torre Macià                              |        | 74     | 20    | 1970            | Oficines               | Barcelona Les Corts               |
| 38      | Edifici Talaia                           |        | 71'24  | 22    | dècada 1970     | Oficines               | Barcelona Les Corts               |
| 39      | Torre Urquinaona                         |        | 70     | 22    | 1971            | Oficines               | Barcelona L'Eixample              |
| 40      | Edifici Fàbregas                         |        | 67     | 18    | 1944            | Oficines i Residencial | Barcelona Ciutat Vella            |

## Altres estructures
Aquesta llista mostra les estructures no completament habitables del Barcelonès, ordenades per la seva altura total.
| # | Edifici                                | Imatge | Alçada (m) | Any  | Ús                 | Districte i municipi          |
| - | -------------------------------------- | ------ | ---------- | ---- | ------------------ | ----------------------------- |
| 1 | Torre de Collserola                    |        | 288        | 1992 | Telecomunicacions  | Sarrià-Sant Gervasi Barcelona |
| 2 | Central tèrmica de Sant Adrià de Besòs |        | 200        | 1976 | Central elèctrica  | Sant Adrià de Besòs           |
| 3 | Temple Expiatori de la Sagrada Família |        | 170 m      | 2026 | Basílica           | Eixample Barcelona            |
| 4 | Torre de Comunicacions de Montjuïc     |        | 136        | 1992 | Telecomunicacions  | Sants-Montjuïc Barcelona      |
| 5 | Central tèrmica del Besòs 5            |        | 110        |      | Central elèctrica  | Sant Adrià de Besòs           |
| 6 | Torre de Jaume I                       |        | 107        | 1931 | Torre de telefèric | Port de Barcelona Barcelona   |
| 7 | Catedral de Barcelona                  |        | 90         | 1890 | Catedral           | Ciutat Vella Barcelona        |
| 8 | Torre de Sant Sebastià                 |        | 78         | 1931 | Torre de telefèric | Port de Barcelona Barcelona   |